# Jānis Bojārs
Jānis Bojārs (* 12. Mai 1956; † 5. Juni 2018) war ein lettischer Kugelstoßer, der für die Sowjetunion startete.
Bei den Europameisterschaften 1982 in Athen gewann er Silber.
1983 siegte er bei den Halleneuropameisterschaften in Budapest und wurde Fünfter bei den Weltmeisterschaften in Helsinki. Bei den Halleneuropameisterschaften 1984 in Göteborg verteidigte er seinen Titel.
1985 holte er Bronze bei den Hallenweltspielen in Paris und wurde Vierter bei den Halleneuropameisterschaften in Piräus. Bei den Halleneuropameisterschaften 1986 in Madrid wiederholte er seinen vierten Platz.
1983 wurde er sowjetischer Meister. In der Halle holte er viermal den sowjetischen Meistertitel (1981–1983, 1986).

## Persönliche Bestleistungen
- Kugelstoßen: 21,74 m, 14. Juli 1984, Riga
  - Halle: 21,25 m, 17. Februar 1984, Moskau